# سداسي أضلاع

الشكل سداسي منتظم.

سداسي منتظم مع زواياه.

في الهندسة الرياضية، السداسي أو المُسدَّسُ هو مضلع ذو ستّة أضلاع وستِّ زوايا. مجموع الزوايا الداخلية لسداسي أضلاع بسيط (ليس بذاتي التقاطع) يساوي 720 درجة. هذا المجموع صحيح عندما يكون سداسي الأضلاع محدبا ويبقى صحيحا حتى عندما يكون مقعرا.

## السداسي المنتظم

خطوات إنشاء المنتظم.

خطوات انشاء مسدس منتظم.

- في الشكل السداسي المنتظم (مسدس) تبلغ قيمة الزاوية الداخلية لكل ضلعين متجاورين 120 درجة.
- نصف قطر الدائرة المحيطة بالسداسي تساوي طول ضلعه، أي بفرض طول الضلع a: {\displaystyle R=a}
- نصف قطر الدائرة المحاطة بالسداسي المنتظم تساوي: {\displaystyle {\frac {\sqrt {3}}{2}}a} حيث a طول الضلع.
- يمكن حساب مساحة الشكل السداسي المنتظم عندما يكون طول كل ضلع = {\displaystyle a\,\!} بالمعادلة التالية:

{\displaystyle A={\frac {3{\sqrt {3}}}{2}}a^{2}\simeq 2.59808a^{2}}
- طول أضلاع السداسي المنتظم متساوية في الطول.
- قياسات زوايا السداسي المنتظم متساوية ومقدارها 120 درجة ومجموع زواياه 720 درجة.
- أقطاره الثلاث متساوية في الطول وينصف كلا منهم الآخر وينصف كلا منهم زاويه الرأس.
- يمكن ايجاد طول القطر من العلاقة 2 * طول الضلع.
- يمكن ايجاد البعد بين رأسين غير متتاليتين بجداء طول الضلع بـ {\displaystyle {\sqrt {3}}}.

انظر إلى متعدد أضلاع ثنائي المركز.

## صور لسداسيات أضلاع طبيعية وأخرى اصطناعية

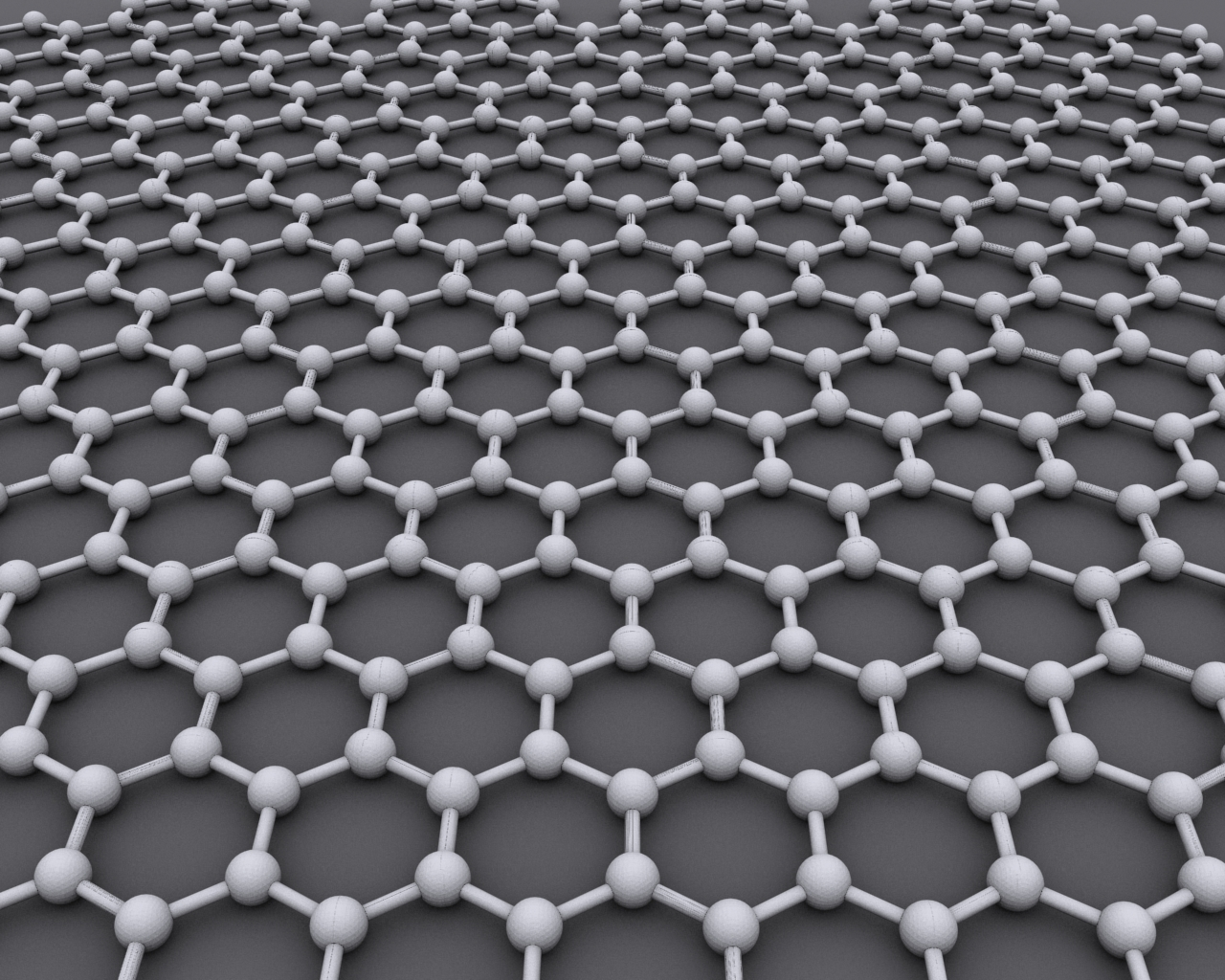
The ideal crystalline structure of غرافين is a hexagonal grid.
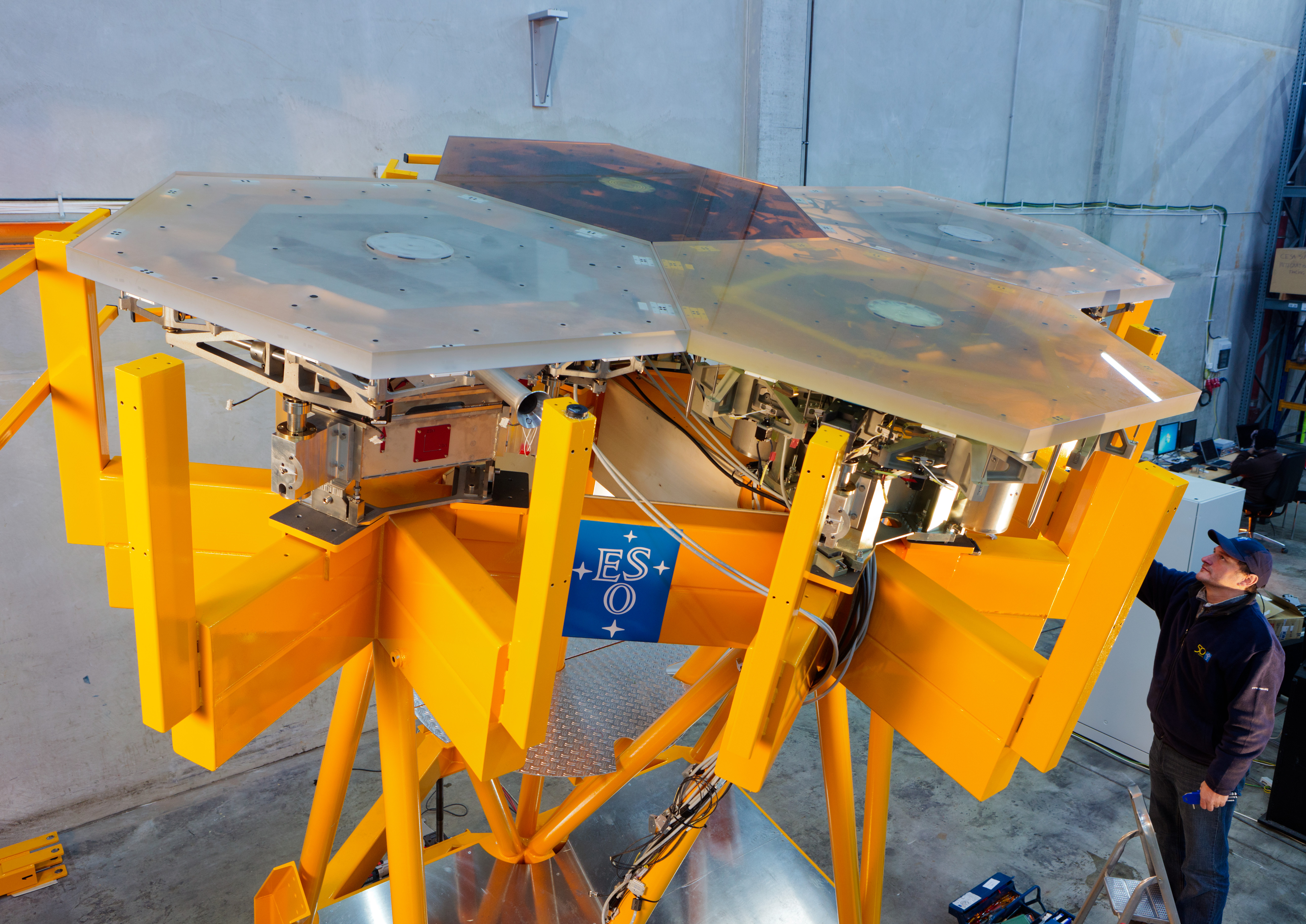
Assembled تلسكوب فائق الكبر mirror segments
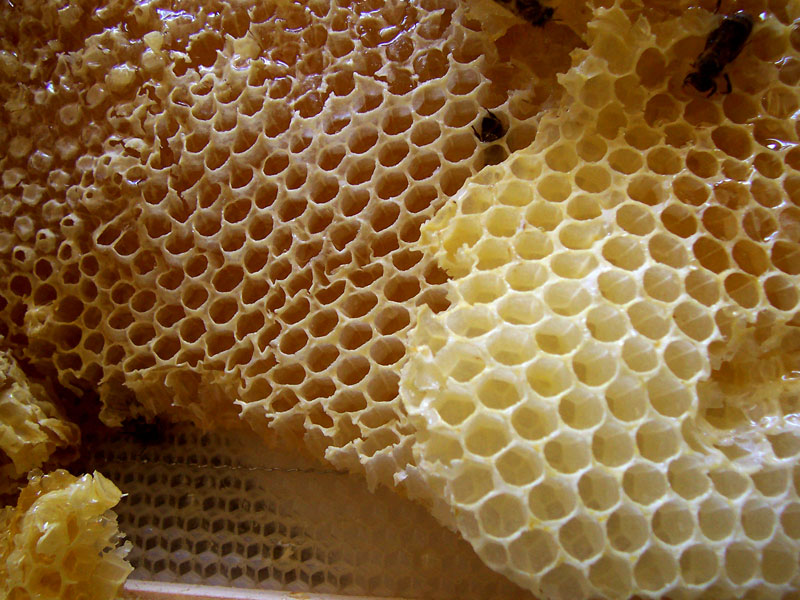
A beehive قرص عسل
The scutes of a turtle's ذبل
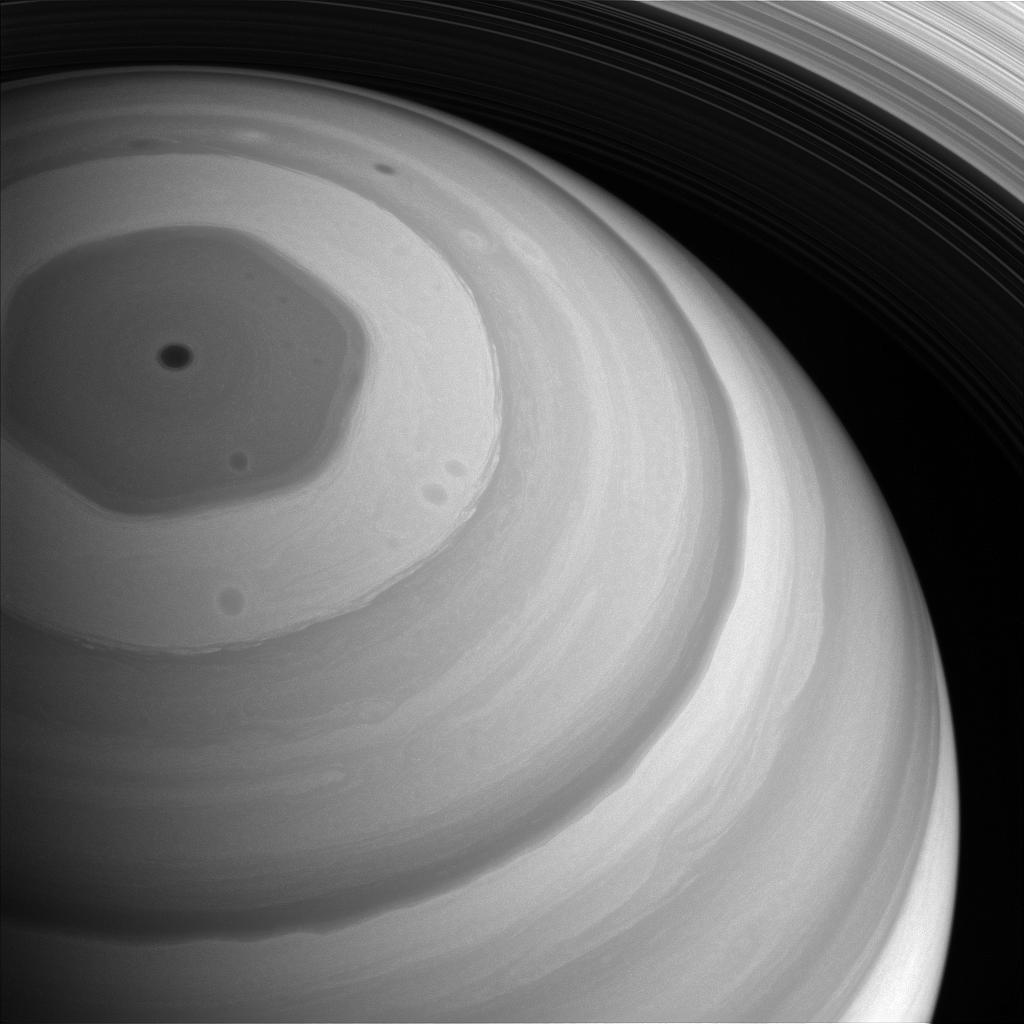
سداسي زحل, a hexagonal cloud pattern around the north pole of the planet
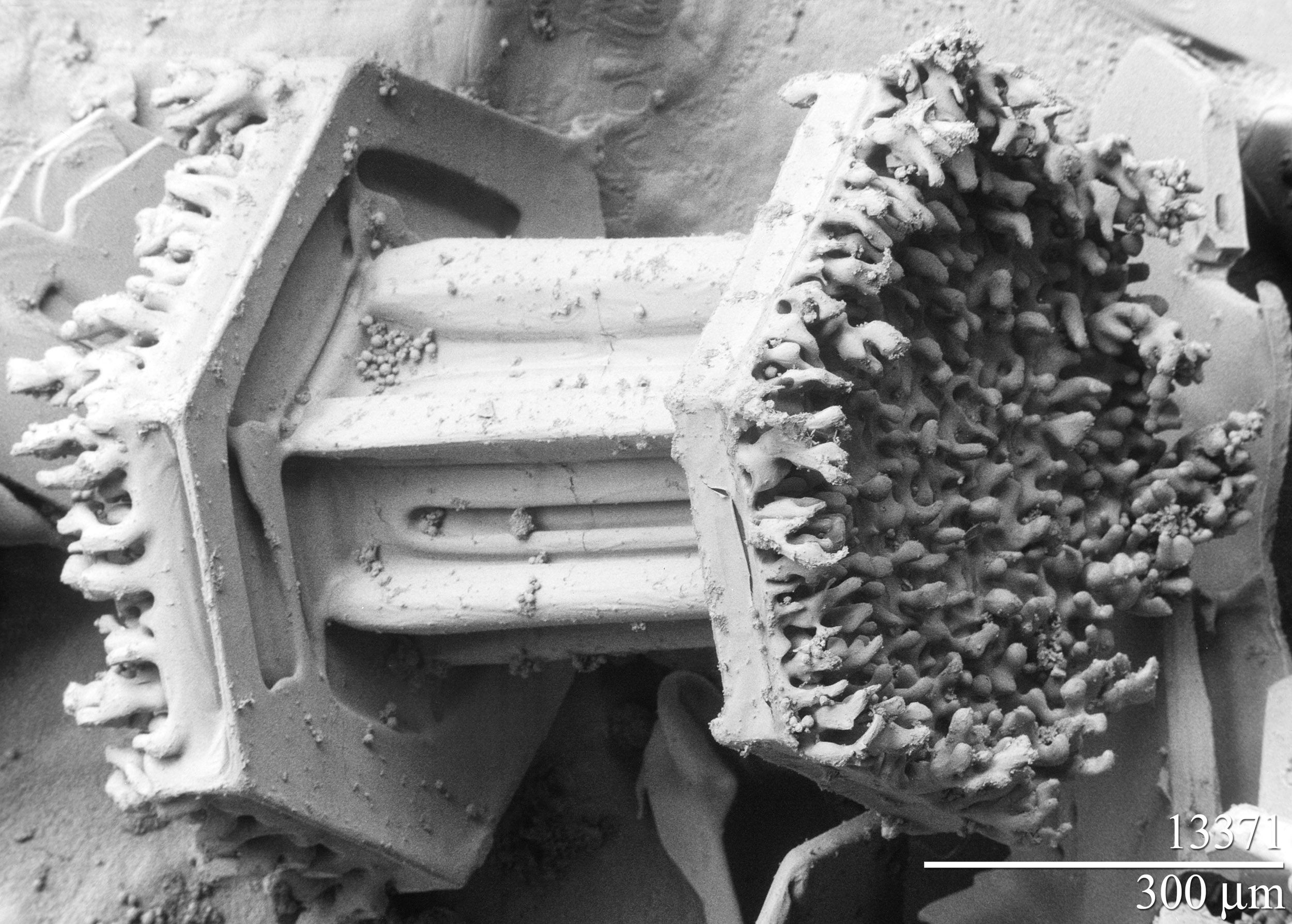
Micrograph of a snowflake
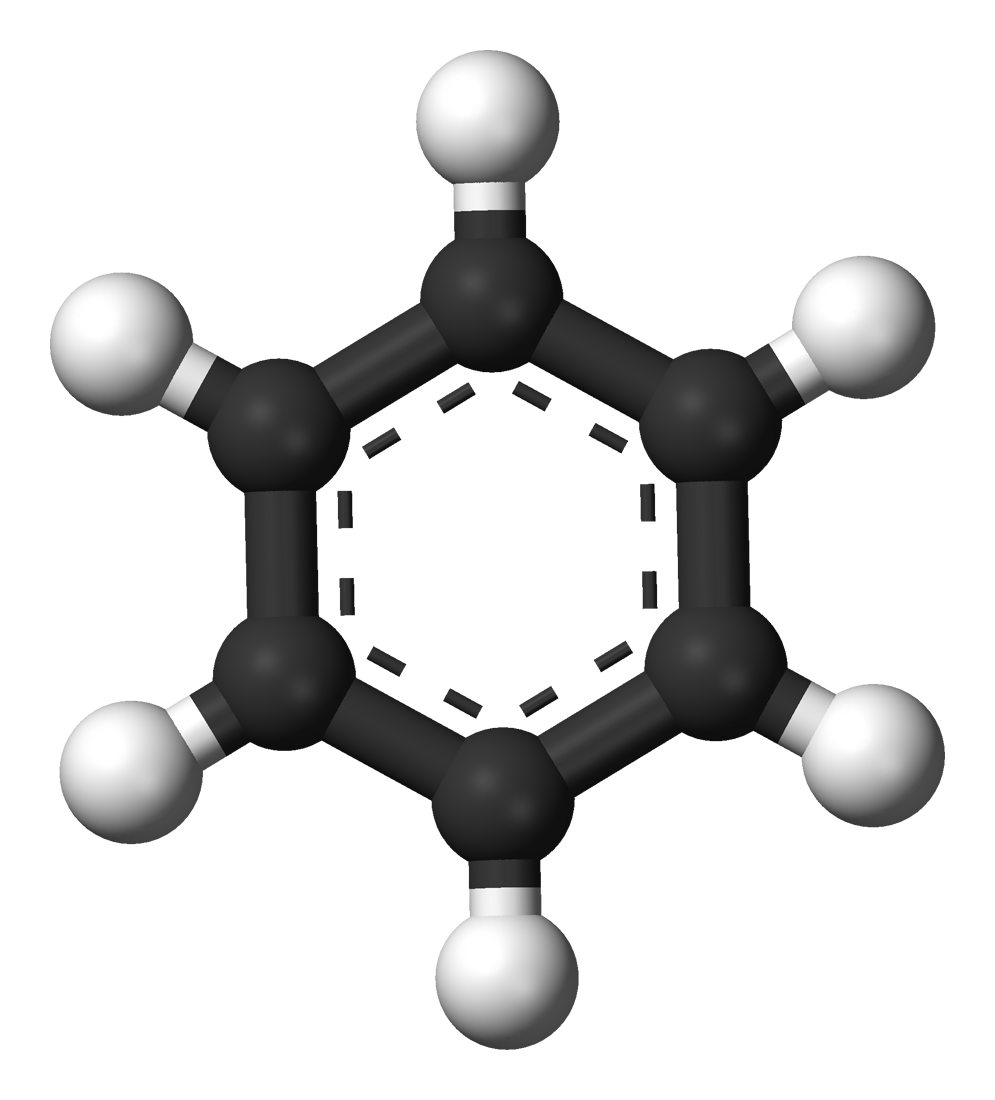
بنزين, the simplest عطرية with hexagonal shape.
Hexagonal order of bubbles in a foam.
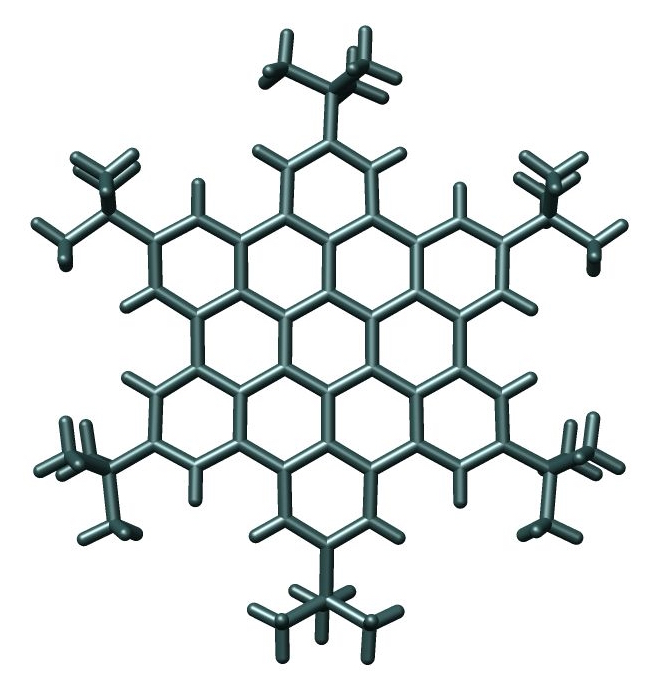
Crystal structure of a كورونين composed of hexagonal aromatic rings.
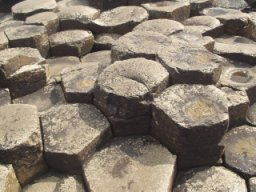
Naturally formed بازلت columns from ممر العمالقة in أيرلندا الشمالية; large masses must cool slowly to form a polygonal fracture pattern
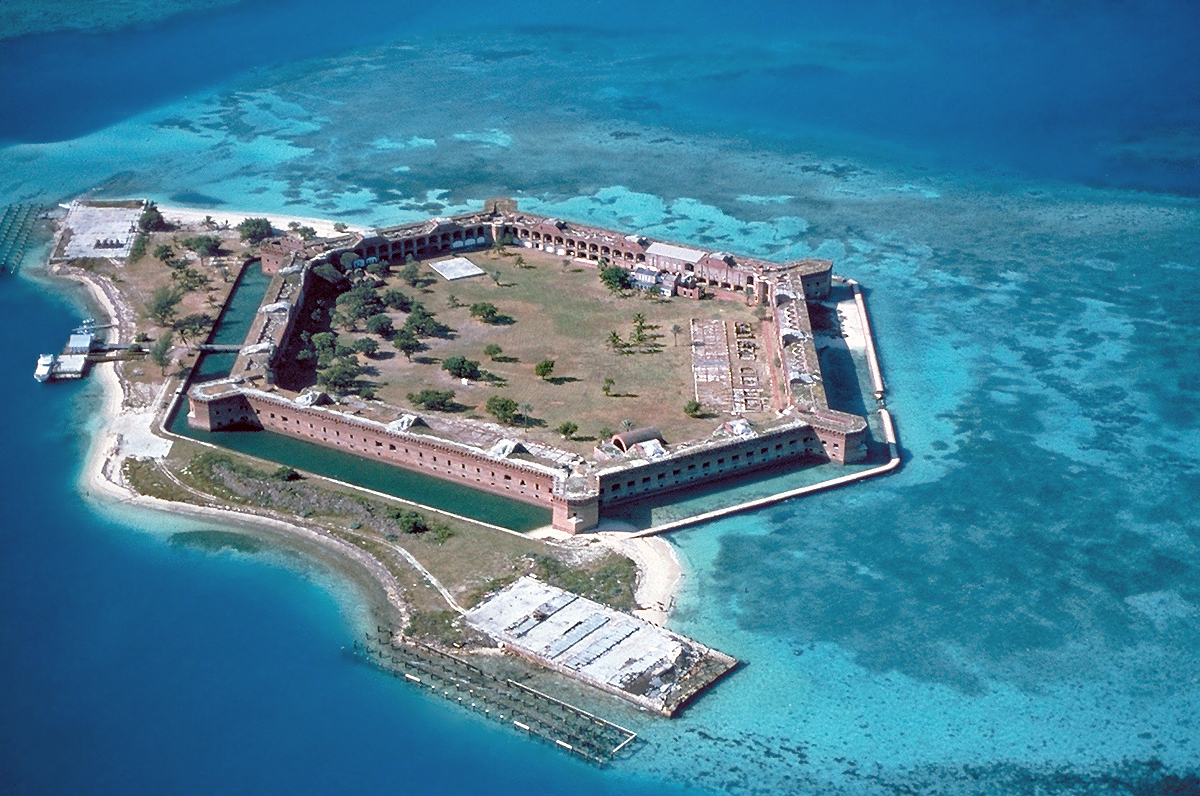
An aerial view of Fort Jefferson in حديقة دراي تورتوغاس الوطنية
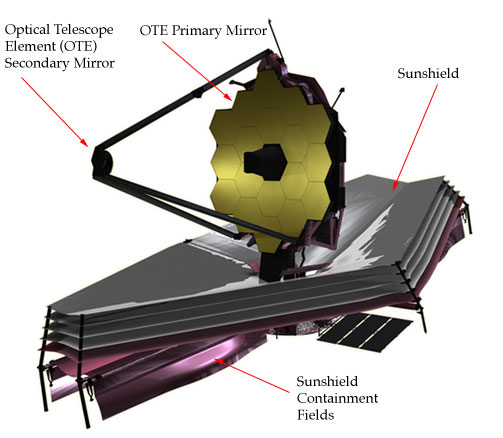
The تلسكوب جيمس ويب الفضائي mirror is composed of 18 hexagonal segments.
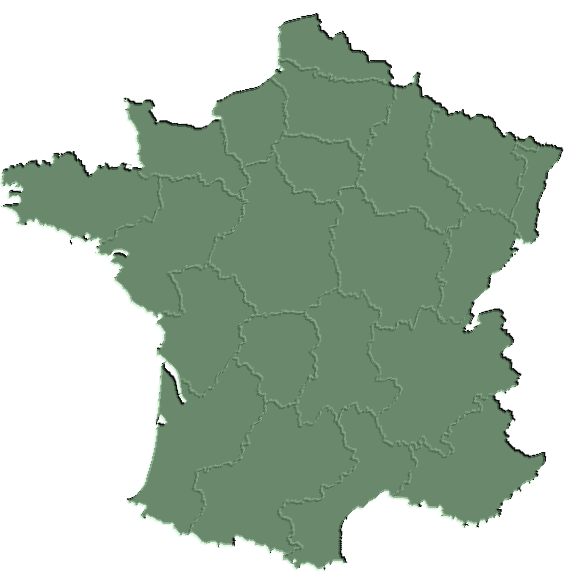
لفرنسا القارية عموما شكل سداسي الأضلاع. في اللغة الفرنسية، l'Hexagone تشير إلى الجزء الأوروبي من فرنسا.
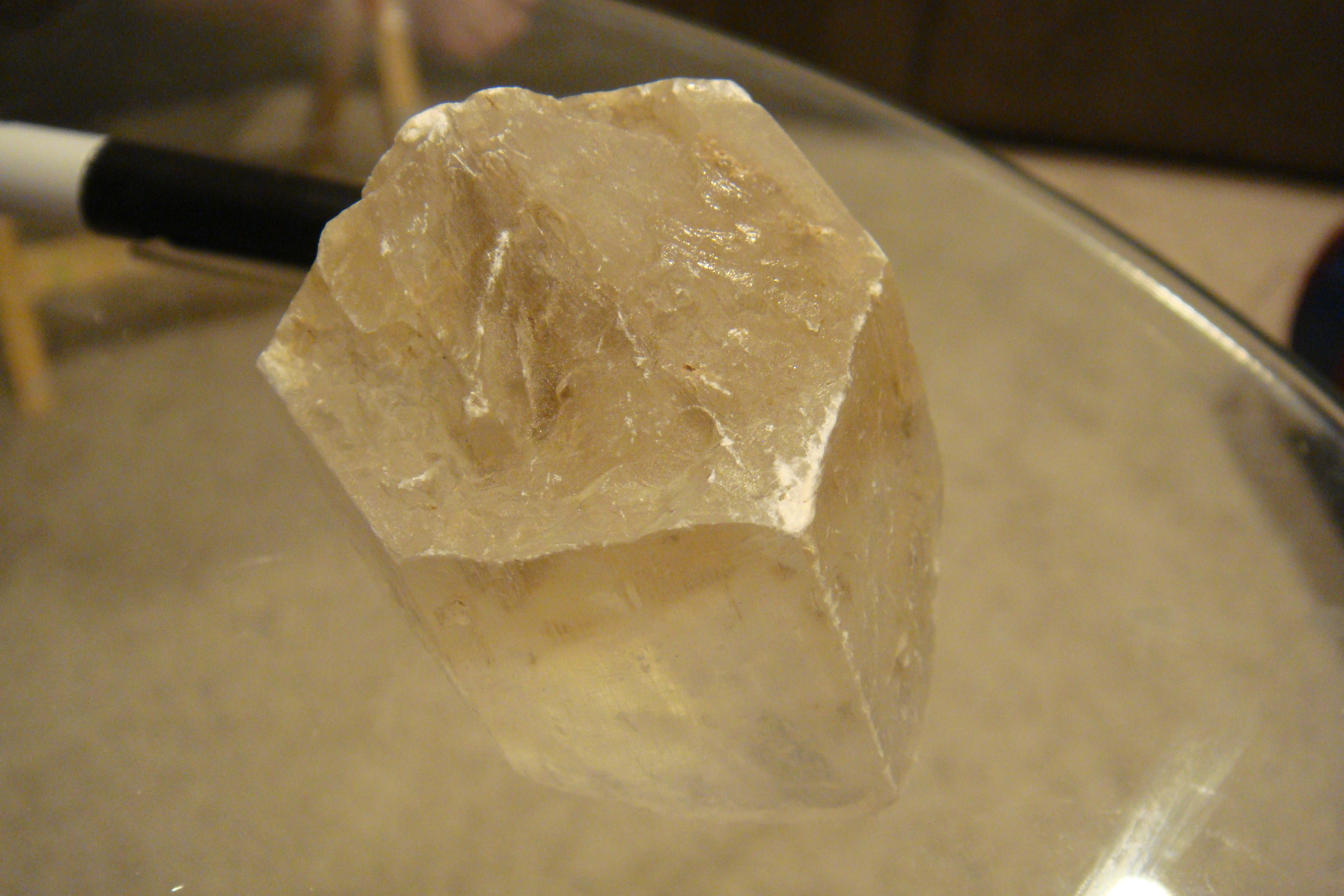
Hexagonal Hanksite crystal, one of many نظام بلوري سداسي minerals
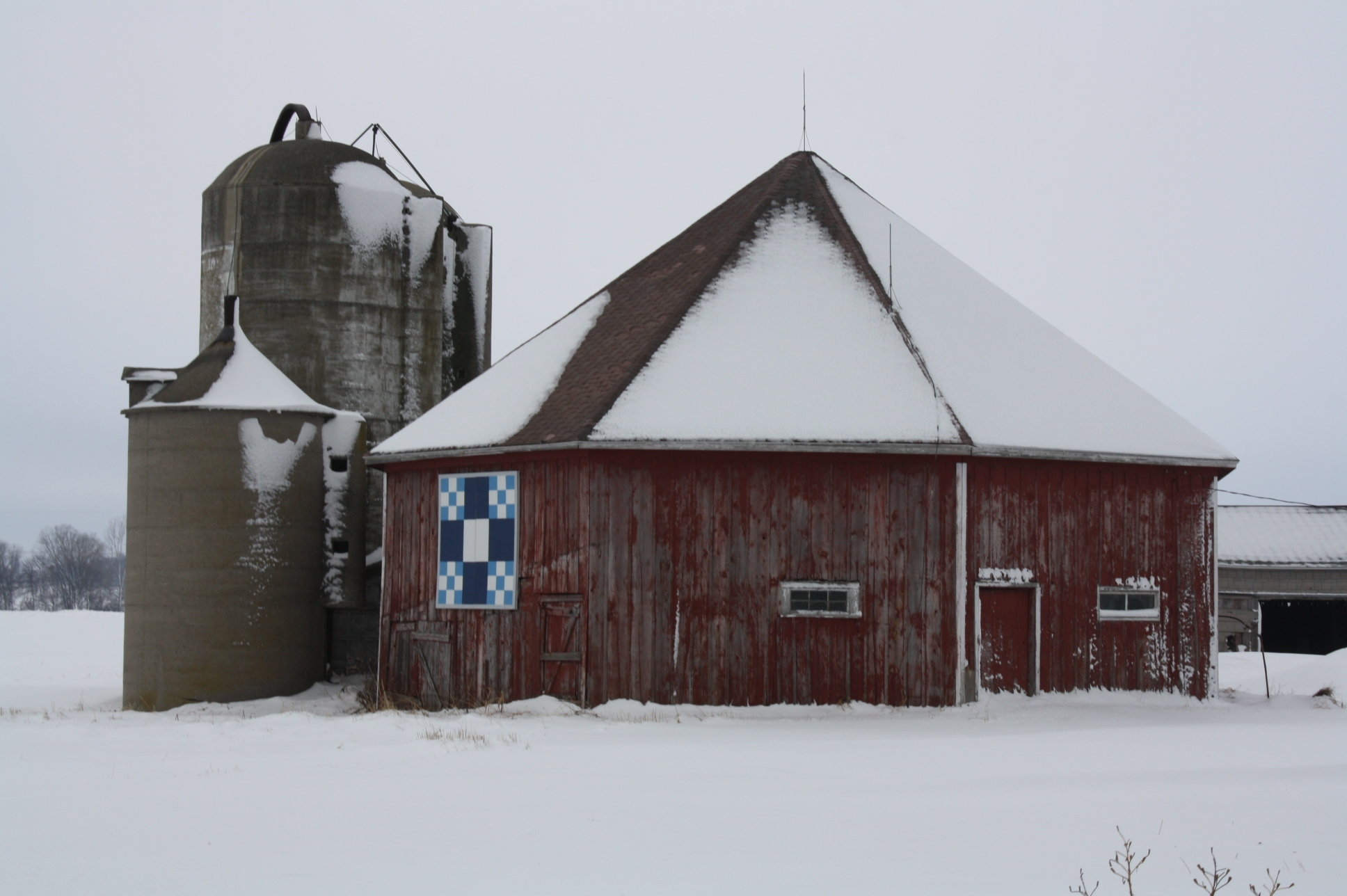
Hexagonal barn
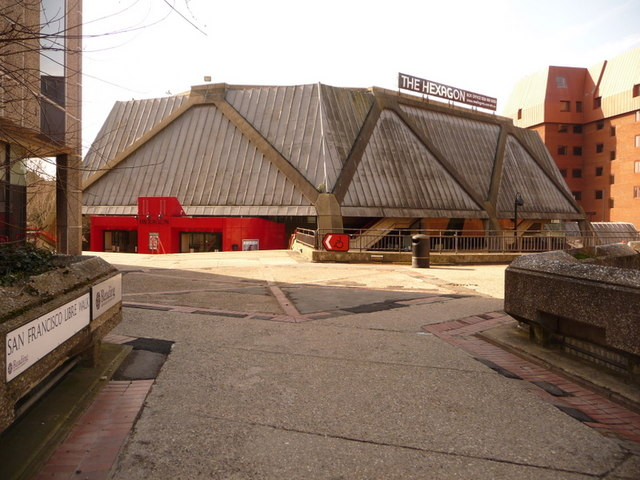
The Hexagon, a hexagonal مسرح in ريدنغ
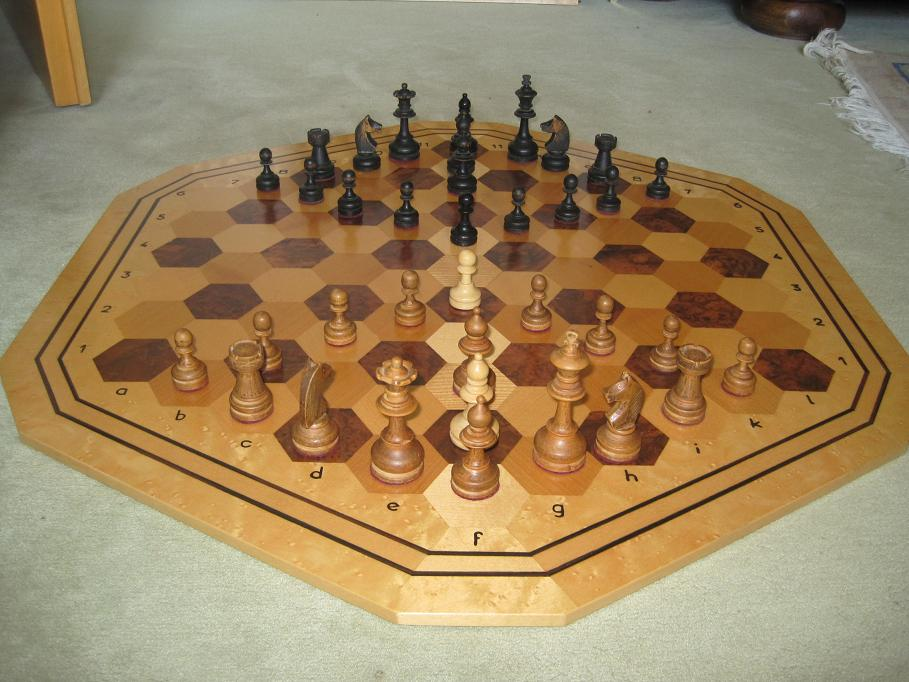
Władysław Gliński's hexagonal chess
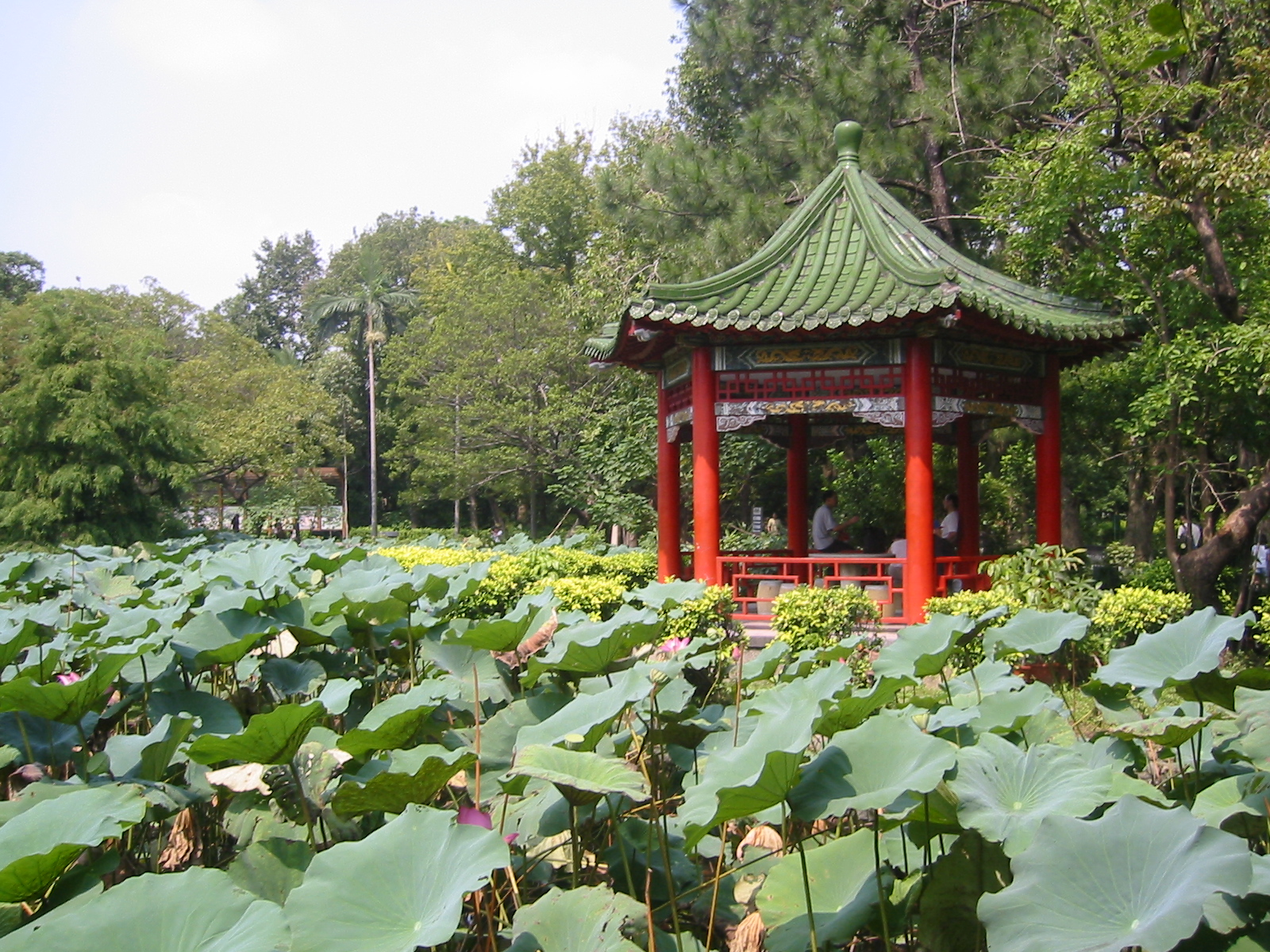
Pavilion in the تايوان Botanical Gardens
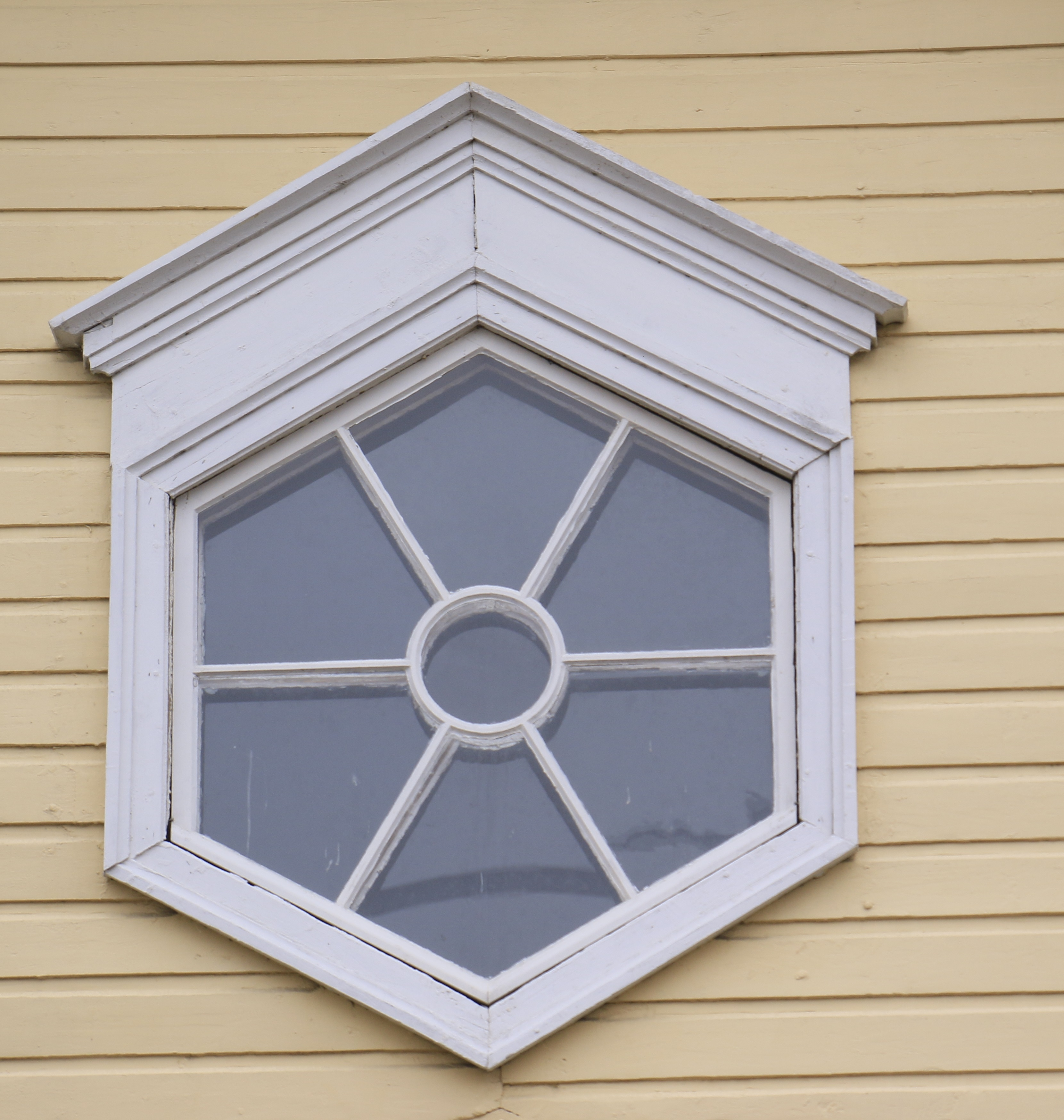
Hexagonal window

## بنية السداسي
الأنماط السداسية منتشرة في الطبيعة نظرا لبنيتها القوية والتوفير في بناها، يلاحظ ذلك في قرص النحل حيث تتراصف الاشكال السداسية بأقصر طول مشترك، إذا اريد تغطية مساحة كبيرة بأقل عدد من الاشكال السداسية وهذا يعني توفير أستخدام الشمع، مع بنية قوية تتحمل الضغط.